# 文化アパートメント
文化アパートメント（ぶんかアパートメント）は、現在の東京都文京区にかつてあった共同住宅。大正後期、森本厚吉が設立した財団法人文化普及会（文化普及會）によって建設された、日本初の洋式集合住宅である。
1923年（大正11年）着工・1925年（大正14年）竣工。1926年（大正15年）12月に開館。アパートとしては1943年（昭和18年）に閉鎖され、建物はその後宿泊施設などに転用され、1986年（昭和61年）に取り壊された。

## 概要
W・M・ヴォーリズによって設計され、施工は大林組。住居内はすべて純洋式。ベッド、椅子、テーブル、電話、ガス調理台、マントルピース、そして共用の施設として社交室、カフェ、食堂、店舗が用意され、エレベーター、焼却炉が備わっており、掃除・洗濯はメイドが行い、アパートよりもホテルの生活に近かった。
家賃は坪当たり10円で最小の部屋は119円（11.9坪）、最大の部屋は316円（31.6坪）。光熱費は実費相当額を決めて支払うこととされていた。なお、この頃の大卒サラリーマンの初任給は1月50円から60円であった。
第二次世界大戦後は、進駐軍将校の宿舎として使われ、その後旺文社に売却され、受験生や修学旅行生の都内宿泊施設「日本学生会館」として利用されたが、1986年（昭和61年）に老朽化のため取り壊された。跡地にはイギリス人ノーマン・フォスターによる設計のオフィスビル「センチュリータワー」（1991年竣工）が建設された。
江戸川乱歩の諸作品に登場する探偵・明智小五郎が自宅兼探偵事務所とする「開化アパート」のモデルといわれる。